# Amblycheila baroni
Amblycheila baroni är en skalbaggsart som beskrevs av Rivers 1890. Amblycheila baroni ingår i släktet Amblycheila och familjen jordlöpare. Inga underarter finns listade i Catalogue of Life.